# تلعيب
التلعيب أو اللوعبة أو اللعبنة[بحاجة لمصدر] (Gamification) في العمل وهو تطبيق عناصر اللعبة وآليات عملها في سياقات ومجالات أخرى غير مرتبطة بالألعاب كالتسويق والأعمال والإعلام والتعليم، لمشاركة المستخدمين في حل المشاكل وتحقيق أهداف محددة، وزيادة تفاعل ومساهمة الفرد.

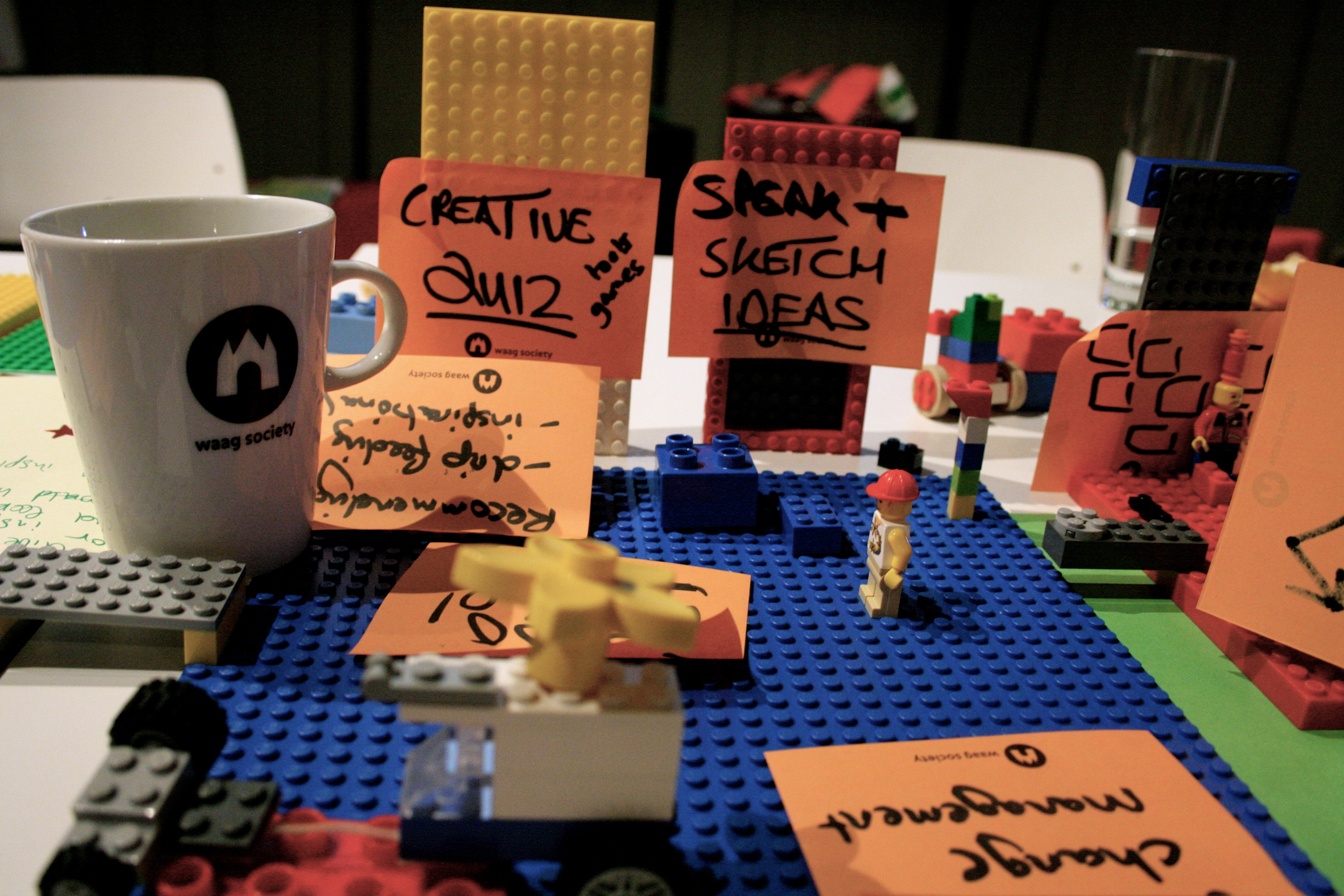
التلعيب: جلب اللعبة إلى الواقع

والهدف من تطبيق مبادئ ومفاهيم اللعبة هو زيادة تفاعل المستخدمين بتوفير آليات أكثر تحفيزًا وتشجيعا بالمشاركة، فنفترض أنك صاحب شركة س، والمستوى الإنتاجي للعاملين بشركتك متدني دائمًا ولكن عندما تقام مسابقات رياضية تلاحظ أن الموظفين يعملون بهمة أكثر وينجزون أكثر من الطريقة التقليدية.
التلعيب يعتمد على نقل تجربة اللعب على الواقع ومنح المستخدم تجربة لعب كاملة لرفع مستويات الأبداع عبر استخدام عنوان المستخد هو لاعب وجعل اهتمامات المستخدم (أو اللاعب في حالتنا) حجر الأساس لتصميم التلعيب.

## تقنيات التلعيب
تقنيات التلعيب تسعى للاستفادة من رغبات الناس الطبيعية مثل التعلم والتفوق، والمنافسة والإنجاز، والحالة، والتعبير عن الذات والغيرة. في وقت مبكر من تاريخ تقنيات التلعيب اُستخدمت الجوائز للاعبين الذين يقومون بانجاز مهامهم المطلوبة ووللاعبين الفائزين في المسابقات. وتتنوع المكافآت بين نقاط يقوم اللاعبين بتجميعها، وشارات الإنجاز، والمستويات، والتحديات، وامتلاء شريط التقدم والإنجاز، أو تزويد المستخدم بعملة افتراضية. اظهار انجازات اللاعب للاعبين الآخرين أو تقديم قائمة للمتصدرين هي سبل لتشجيع اللاعبين على التنافس.
قد تنتج بعض المشاكل عن استخدام نظام الجوائز مثل: انخفاض التعاون وتحالف اللاعبين على بعضهم البعض، حدوث عنصرية وحرمان البعض مثل النساء، وأفضل حل لتلافي حدوث هذه المشاكل هو بالامتناع عن استخام هذه التقنية (تقنية الجوائز)
وهناك نهج آخر للتلعيب يعتمد على جعل المهام المطلوبة أكثر شبهاً بالألعاب، تتضمن التقنيات المستخدمة في هذا النهج: إضافة خيارات هادفة، والتأهيل باستخدام برنامج تعليمي، وزيادة التحدي، وإضافة قصة مشوقة.

## تطبيقات التلعيب

### التسويق
تم تطبيق التلعيب على نطاق واسع في مجال التسويق حيث أن 70% من شركات مجموعة فوربس العالمية الألفين التي شملتها الدراسة في عام 2013، قالوا انهم يعتزمون استخدام التلعيب لأغراض التسويق والحفاظ على العملاء، على سبيل المثال: في نوفمبر 2011 أطلقت هيئة الإذاعة الأسترالية و ياهو7 تطبيق فانجو للهواتف والذي يُستخدم من قبل مشاهدي التلفاز للتفاعل مع عروض وبرامج التلفاز عبر تقنيات مثل: التسجيل وكسب الشارات. في شهر فبراير 2012 تم تحميل التطبيق 200,000 منذ اطلاقه.
كما أُستخدم التلعيب أيضاً لجذب العملاء وايضاً في برامج ولاء العملاء، ففي 2010 قدمَ ستاربكس شارات شخصيات قصص الابطال الخارقين مخصصة للأشخاص الذين سجلوا دخولهم في متاجر ستاربكس عديدة، وعرض تخفيضات للأشخاص الذين سجلوا دخولهم بشكل متكرر في متجر واحد.
ظهرت اقتراحات عديدة لاستخدام التلعيب لتشجيع الناس على ملء الدراسات الاستقصائية، والقيام بأبحاث في السوق عن شعبية العلامات التجارية. كما تم دمج التلعيب في صناعة برامج مكتب المساعدة، في عام 2012 قامت شركة Feshdesk وهي شركة تقدم دعم للعملاء قائم على اداراة العلاقات باطلاق منتج يحتوي على ميزات التلعيب متكاملة، مما يسمح للعملاء بكسب شارات على اساس الأداء.

### الإلهام
التلعيب يمكن استخدامه للحصول على أفكار جديدة كما في العصف الذهني حسب دراسة لMIT Sloan أن العاب الابتكار والتفكير ساعدت المشتركين على توليد أفكار أكثر وأفضل، وتم مقارنتها بقياس مدى تأثير الأبحاث الأكاديمية بواسطة عدد من الاستشهادات والأدلة في بحوث لاحقة

### الصحة
هناك تطبيقات مثل Fitocracy و QUENTIQ تستخدم التلعيب في تشجيع مستخدميها على التمرن بفاعلية وتحسين صحتهم بشكل عام. يتم منح المستخدمين عدد من النقاط المتفاوتة للأنشطة التي يؤدونها في التمرينات، ومستويات تعتمد على ما جمعوه من نقاط. يستطيع المستخدمون ايضاً جمع الشارات عبر القيام بمهام معينة تعتمد على التمارين.

### العمل
أستخدم التلعيب في محاولة لتحسين انتاجية الموظفين، والرعاية الصحية، والخدمات امالية، والنقل، والحكومة، التجنيد وغيرهم.

### التعليم
في لعبة Foldi يتنافس اللاعبون على تحويل البروتين إلى بنية أكثر فاعلية وكفاءة. في 2010 مجلة نيتشر قامت بالثناء على لاعبي Foldi لتقديمهم نتائج مفيدة طابقت أو تفوقت على حلول قام بحسابتها الحاسوب.
في بحث من University of Bonn أُستخدم التلعيب لزيادة مساهمات الويكي بنسبة 62%.خان أكاديمي (منصة للتعليم الإلكتروني) هي مثال ممتاز لاستخدام التلعيب في التعليم على شبكة الإنترنت.
التلعيب في التعليم يهتم بالتأثير على سلوك الطالب باستخدام تقنيات واستراتيجيات التلعيب لتحفيز الطالب على التعلم في جو من المتعة، مما سيؤثر بالتالي على معدل حضوره للمدرسة بشكل ايجابي.
عندما قامت مايكروسوفت باطلاق لعبة Ribbon Hero 2 كاضافة لحزمة أوفيس لمساعدة الناس لاستخدام الحزمة بشكل فعال، والتي وصفت من قِبل مايكروسوفت بأنجح المشاريع التي أطلقتها معامل مايكروسوفت على الإطلاق.

#### كيف يتم تلعيب التعليم؟[13]
يمكن تحقيق التلعيب في التعليم من خلال عدة وسائل وتقنيات من بينها:
- إضافة نقاط إلى المهام والواجبات الدراسية
- تحديد شارات ومنحها للمتفوقين بعد استيفاء معايير محددة
- إنشاء اللائحة الترتيبية للطلاب المتفوقين
- تحديد مستويات لتكرار المهام أو أداء مهام أصعب
- ربط الشارات المحصل عليها بالدخول إلى مستويات أعلى

#### ما فوائد التلعيب في التعليم؟[13]
- منح الطلاب كامل الحرية في امتلاك تعلمهم
- تحفيزهم على التعلم الذاتي المستمر
- منح فرصة التعلم باستخدام الشخصيات الافتراضية
- توسيع هامش الحرية في الخطأ والمحاولة مرة أخرى دون أي انعكاسات سلبية
- مضاعفة الفرص لزيادة المتعة والفرح في الفصول الدراسية
- التعلم بواسطة وسائل تعليمية مختلفة
- ربط التعليم بالحياة الواقعية والتطبيق العملي
- توفير مجموعة مناسبة وغير محدودة من المهام للطلاب
- إلهام الطلاب لاكتشاف دوافعهم الذاتية نحو التعلم

### عناصر المحفزات التعليمية Gamification[14]
(الديناميكية والميكانيكية والمكونات)، وهذه العناصر منظمة في ترتيب تنازلي من حيث التجريد، حيث أن كل ميكانيكية تنطوي تحت واحدة أو أكثر من الديناميكيات، وكل مكون ينطوي تحت واحد أو أكثر من العناصر ذات المستوى الأعلى ونذكرها مفصلة كالآتي:

#### أولا: الديناميكيات
تقع الديناميكيات في المستوى الأعلى من التجريد، بينما تعد ديناميكيات المحفزات التعليمية الأكثر أهمية كالآتي:
1- القيود (الحدود الملزمة).
2- المشاعر (حب الاستطلاع – التنافس – الإحباط – السعادة).
3- الرواية (الثبات – القصة المستمرة).
4- التقدم (نمو وتطور اللاعب).
5- العلاقات (التفاعلات الاجتماعية وتولد مشاعر من الصداقة الشديدة والمكانة والإيثار).
فالديناميكيات هي جوانب الصورة الكبيرة للنظام المُلعب التي لابد أن نأخذها بعين الاعتبار ونديرها.

#### ثانياً: الميكانيكيات
وهي العمليات الأساسية التي تقود الأفعال وتولد مشاركة اللاعب، ويمكن تعريف 10 ميكانيكيات هامة للمحفزات التعليمية كالآتي:
1- التحديات (الألغاز أو أي مهمات تتطلب مجهودا لحلها).
2- الحظ (عناصر العشوائية).
3- المنافسة (لاعب واحد أو مجموعة تفوز بينما يخسر الآخر أو المجموعة الأخرى).
4- التعاون (يجب على اللاعبين أن يعملوا سوياً لتحقيق أهدافهم المشتركة).
5- التغذية الراجعة (المعلومات حول كيفية عمل اللاعب).
6- كسب الموارد (الحصول على الفائدة أو العناصر القابلة للتجميع).
7- المكافآت (فوائد عمل أو إنجاز ما).
8- المعاملات (التجارة بين اللاعبين مباشرة أو من خلال وسطاء).
9- التحولات (المشاركة المتعاقبة بواسطة تبادل اللاعبين).
10- حالة الفوز (الأشياء التي تدفع اللاعب أو المجموعة للفوز).
وتدخل كل ميكانيكية في تحقيق واحدة أو أكثر من الديناميكيات كحدث عشوائي، فالجائزة التي تظهر بدون أي تنبيه قد تحفز شعور المرح وحب الاستطلاع لدى اللاعبين، ويمكن أيضا أن تكون طريقة للحصول على مشتركين جدد أو لإبقاء اللاعبين ذوي الخبرة مشتركين.

#### ثالثاً: المكونات
وهي نماذج أكثر تحديداً يمكن للديناميكية أو الميكانيكية أخذها والاعتماد عليها، وهناك 15 مكونا هاما للمحفزات التعليمية:
1- الإنجازات (الأهداف المحددة).

الخلاصة

2- الصور الرمزية (تمثيل بصري لشخصية اللاعب).
3- الشارات (تمثيل بصري للإنجازات).
4- المعارك الرئيسية (خاصة التحديات الصعبة في ذروة المستوى).
5- المجموعات (مجموعات من العناصر أو الشارات لتجميعها).
6- الصراع (معركة محددة، عادة قضية الأجل).
7- فتح المحتوى (مكونات متاحة فقط عندما يصل اللاعب للأهداف).
8- الهدايا (فرص لمشاركة الموارد مع الآخرين).
9- لوحة المتصدرين (عرض بصري لتقدم اللاعب وإنجازاته).
10- المستويات (خطوات محددة في تقدم اللاعب).
11- النقاط (تمثيل رقمي للتقدم في اللعبة).
12- المهام (تحديات محددة مسبقا بالأهداف والمكافآت).
13- الرسوم الاجتماعية (تمثيل للشبكة الاجتماعية للاعبين داخل اللعبة).
14- الفرق (مجموعات محددة من اللاعبين تعمل سويا لأهداف مشتركة).
15- المنافع الافتراضية (أصول اللعبة والقيمة الحقيقية والتخيلية للنقود).
وكما أن كل ميكانيكية تنطوي تحت واحدة أو أكثر من الديناميكيات، فكل مكون ينطوي تحت واحد أو أكثر من العناصر الأعلى مستوى.

## تاريخ التلعيب
في عام 2003 أطلق Nick Pelling وهو مبرمج بريطاني مصطلح (Gamification) وهو مصطلح مشتق من كلمة (Game) والتي تعني لعبة، ومصطلح (Ludification)، يعتمد التلعيب على استخدام عناصر الألعاب في مجالات أخرى مثل التعليم، الشركات، والجهات الحكومية وهو ما أظهره نيك بيلينج في محاضراته.
في عام 2010 تكاثر واشتهر استخدام مصطلح التلعيب عالمياً، لكن هذا لا يعني عدم وجود فكرة التلعيب سابقاً ففي عام 1973 أسس تشارلز كونرادت استشارات لعبة العمل (وهو الاسم الأقدم للتلعيب)، وفي عام 1984 أصدر كتابه بعنوان «لعبة العمل» ليكون بذلك الجد الأكبر للتلعيب.
وبالنسبة للشركات التي استخدمت تقنيات التلعيب كخدمة تقدم للعملاء كانت شركة Bunchball التي تأسست عام 2007 بدعم من أدوبي أولى الشركات التي قدمت هذه الخدمة.
استخدام التلعيب لم يقتصر فيما بعد ظهور المصطلح أو بعد اشتهاره فاستخدام هذه التقنيات هو أمر قديم أُستخدم تحت مصطلحات عديدة مثل: المكافأة، ولكن كان الأمر قديماً يقتصر على بضعة جهات فقط والآن التلعيب يمكنه الدخول في كل جهات الحياة ابتداءاً من الشركات مروراً بالجهات الحكومية وصولاً إلى التعليم ولكن ليس انتهاءاً به.

## انتقادات
باحث جامعة هامبورغ سيبستيان ديتيردنج (Sebastian Deterding) وصف سيبستيان استراتيجيات التلعيب الشعبية الأولى على أنها ليست ممتعة وتصنع احساس زائف بالإنجاز، كما يقول أن التلعيب يمكن أن يشجع على السلوكيات غير الأخلاقية.
في مراجعة شاملة لتطبيقات الصحة واللياقة البدنية في متجر أبل لعام 2014، وباستخدام التلعيب كمعيار لتعديل السلوك استنتج كتاب المراجعة أن «على الرغم من إدراج بضعة مكونات من التلعيب على أقل تقدير، إلا أن متوسط درجات التكامل بين مكونات التلعيب ظلت أقل من 50%. وانطبق هذا أيضاً على إدراج عناصر اللعبة واستخدام بنيات نظرية السلوك الصحي، مما يدل على عدم اتباع أي معيار واضح لخلق تجربة لعب فعالة، أو لاستخدام التلعيب، أو استخدام نظرية السلوك في تطبيقات الصحة واللياقة البدنية».
مصممي الألعاب مثل جون رادوف ومارغريت روبرستون أنتقدوا أيضاً التلعيب بوصفه بذو العناصر الاسثنائية مثل: القصة والتجارب واستخدام نظم المكافأة البسيطة بدلاً من ميكانيكيات اللعبة الحقيقية.

## استراتيجيات ونصائح

### 5 نصائح لتنفيذ إستراتيجية التلعيب الناجح:[19]
1. فهم الجمهور الذي تستهدفه:
وهذا يعني أكثر من مجرد معرفة شخصية المتعلمين. فأنت تحتاج إلى فهم أنماطهم السلوكية وما هي الاسباب وراء دوافعهم لنيل التشجيع والتحفيز بين أقرانهم، وأفضل طريقة لتحقيق ذلك هي عن طريق إجراء مجموعات التركيز ورسم خرائط المعلومات في الشبكة.
2. تحديد مسار التعلم والقواعد:
بعد أن تعرفت على أنماط شخصيات المتعلمين، فإن الخطوة التالية هي ربط المكافآت بأهداف التعلم. ومن الممارسات الشائعة في صناعة التعلم هو ربط  التعلم بمسابقة مميزة، لجلب الشعور بالنجاح وإعداد المتعلمين للانتقال إلى التحدي المقبل.
3. تفاوت وتنوع  الخبرات والمكافآت
انه ليس سراً أن لديك شبكة من مجموعة من المتعلمين. وتسعى لتحقيق اعلى متعة، لذا يجب  عند  الاعداد لتخطيط للدرس ان تاخذ بالاعتبار  النظر في مكافأة كل من  المتعلمين من أجل الحفاظ على مستوى تحفيزي واستيعاب وتيرة التعلم للجميع.
4. اللوحة القصصية أمر بالغ الأهمية
التلعيب الناجح يتطلب جهداً جماعياً، وينبغي إعطاء المصممين تعليمات واضحة حول الأنواع والأنماط لتكامل التعليم، ويجب على فريق الجودة أيضاً التعرف على المكافآت والتحفيز اللازم وعملية مستويات اللعبة المفتوحة، كما ان اللوحة القصصية تعتبر وثيقة مرجعية أثناء الإنتاج الذي يحتوي على كافة المواصفات المطلوبة للفريق ككل.
5. رصد وأعاده
كن مستعداً! سوف تتعلم باستمرار من المتعلمين. ولا بد من إجراء مسح أو إجراء مقابلات مع المتعلمين قبل البناء والذي  سوف يساعدك على إطلاق منتج جيد، ولكن إذا كنت تريد أن تكون العملية ناجحة  على مر الزمن يجب اعتماد نهج مرن.